# Лугу (Тайвань)
Лугу (кит. трад. 鹿谷鄉, упр. 鹿谷乡, пиньинь lùgǔxiāng) — сельская волость на Тайване, расположенная в юго-западной части уезда Наньтоу.

## История
Лугу впервые упоминается в записях в 1741.

## Туризм
Климат Лугу благоприятен для множества видов растений и животных. Среднегодовая температура +23 ℃.

## Специализация региона
В Лугу выращивают особый вид улуна, который называется дундин. Кроме Лугу такой чай произрастает только в китайской провинции Фуцзянь. Также в регионе выращивают магнолии и бамбуковые побеги.